# Tykocin
Tykocin (lat. Tykociensis, heb. Tiktin, Tyktin, Tuktin) je město v Podleském vojvodství v Polsku, v okrese Bělostok. Nachází se přibližně 25 kilometrů severozápadně od Bělostoku.

## Historie
V Tykocině v minulých stoletích častokrát přebývali polští králové a významná knížata. Dnes je to jedno z turisticky nejvyhledávanějších míst na Podlesí, kam přijíždí mnoho návštěvníků z Polska i zahraničí.
Ve městě se nachází hrad Tykocin z 15. století. Kromě toho je zde také jedna z nelépe zachovalých židovských osad (štetl) s barokní synagogou.

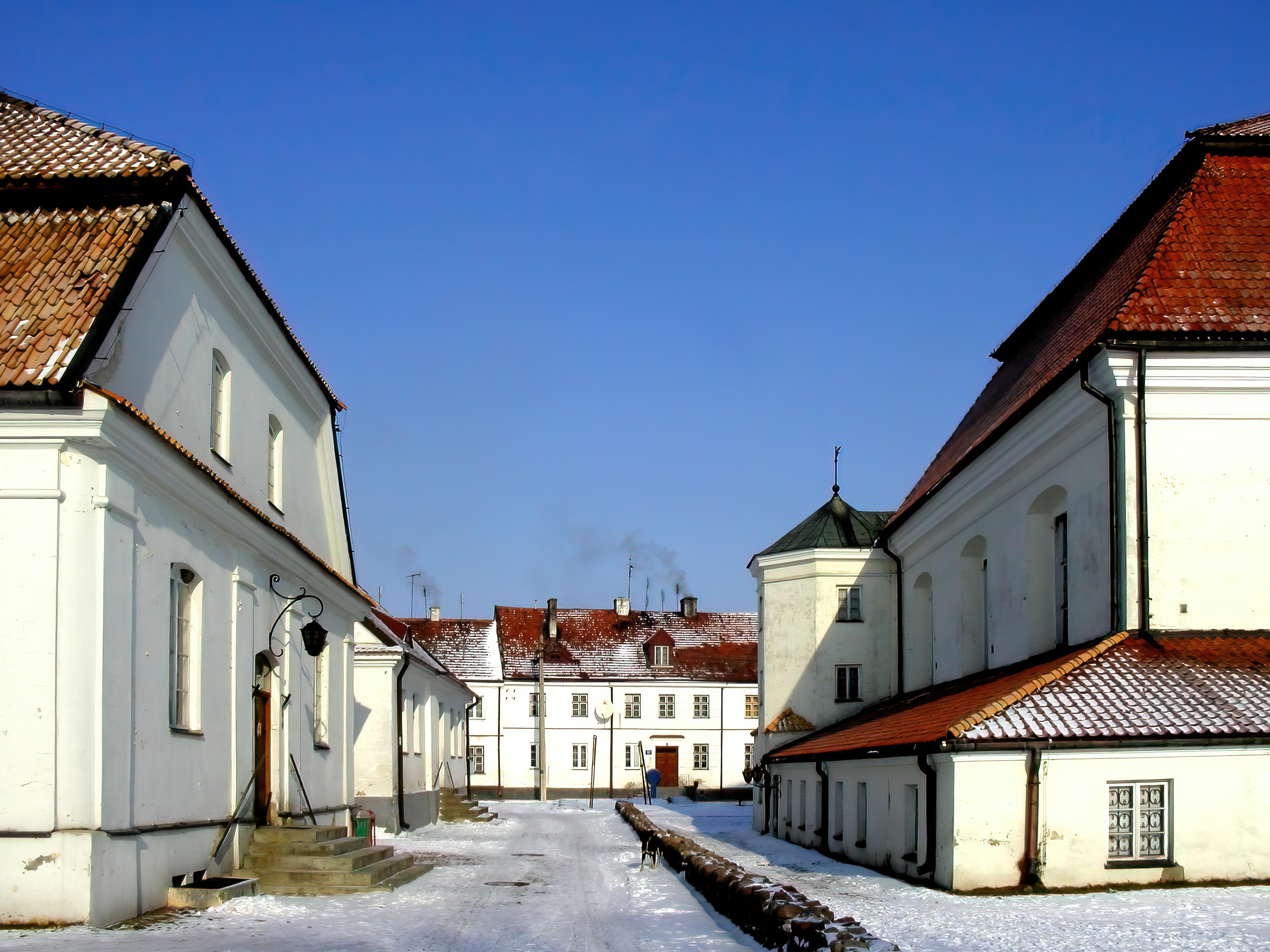
Historická zástavba města

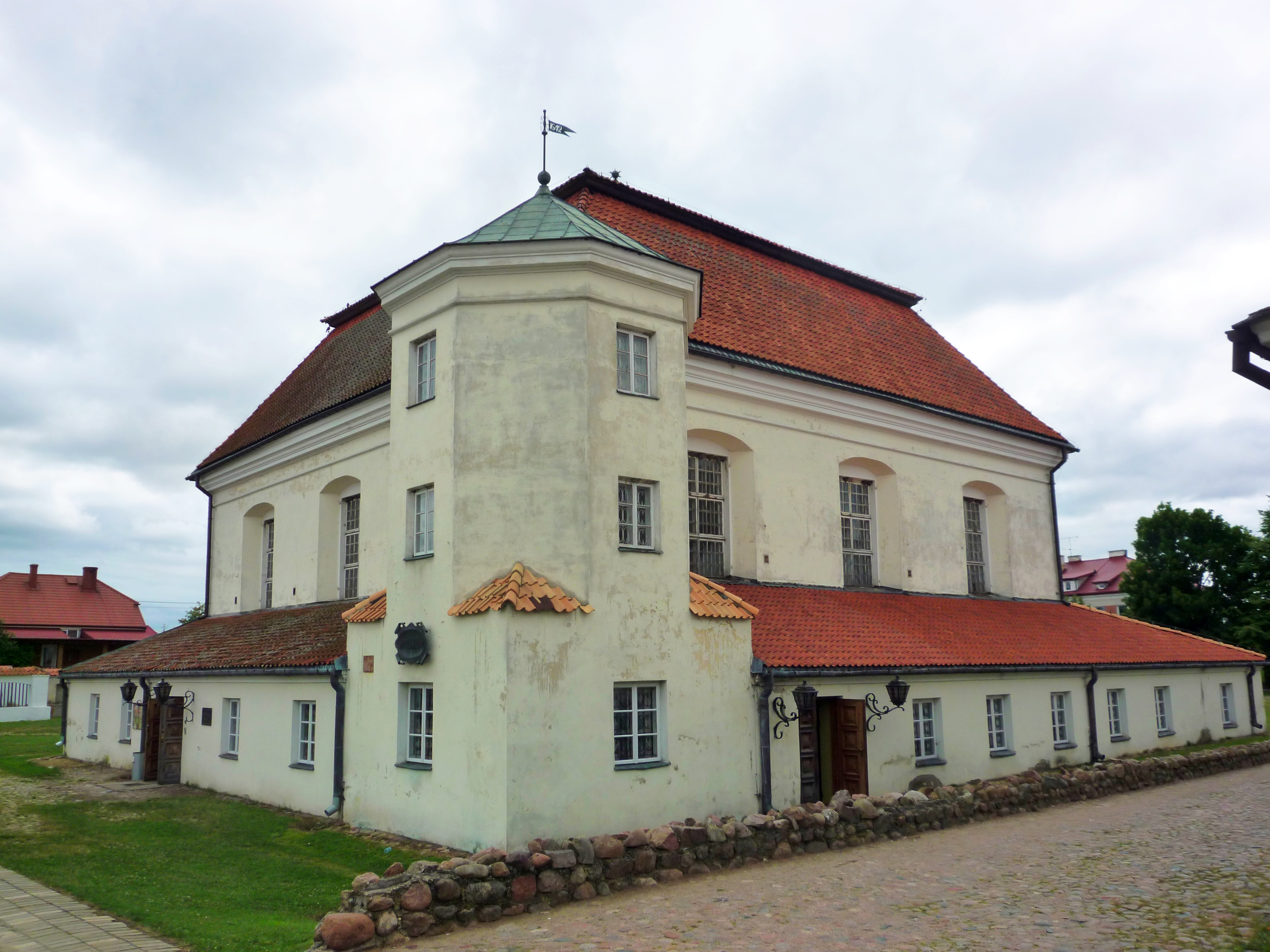
Tykotínská synagoga